# Hacktivismo
Hacktivismo (uma junção de hack e activismo) é normalmente entendido como escrever código fonte, ou até mesmo manipular bits, para promover ideologia política - promovendo expressão política, liberdade de expressão, direitos humanos, ou informação ética. Atos de hacktivismo são carregados da crença de que o uso de código terá efeitos similares aos do ativismo comum ou manifestações civis. Poucas pessoas podem escrever código, mas o código afeta muitas pessoas.

## Origens
As origens do Hacktivismo tal como conhecido hoje remontam a meados da década de 1990, por meio do engajamento na grande rede de colaboração com o apoio ao movimento zapatista, considerada o "primeiro movimento de guerrilha informacional" da História. Ao longo dos anos o hacktivismo ganhou diversas conformações e grupos ficaram conhecidos por diferentes ações: interceptação de dados, desenvolvimento de aplicativos que permitissem furar bloqueios de censura na Internet; ataques de negação de serviço(DoS); paródias virtuais; desfiguramento de sites, entre outros.
Após os atentados terroristas de 11 de setembro de 2001 e a implementação do Ato Patriótico nos Estados Unidos, inicia-se uma forte onda de vigilância, e a visão de que hackers são criminosos, ou até mesmo terroristas, ganha espaço nos meios de comunicação e nos discursos dos governos. Embora não tenham deixado de existir, as ações hacktivistas mantiveram-se mais ocultas e veladas, até que esse cenário fosse alterado no final dos anos 2000, com o surgimento dos Anonymous.

## Panorama
Atividades hacktivistas espalham muitos ideais políticos. Freenet é o primeiro exemplo de tradução política através de código. Hacktivist.net é um exemplo de hacktivismo em ação. Em 1999, derivou-se do grupo hacker estado-unidense Cult of the Dead Cow um grupo chamado Hacktivismo; suas crenças incluem que o acesso a informação é um direito fundamental. O cDc é, algumas vezes, creditado por cunhar o termo "hacktivismo". Uma rede de programadores, artistas e militantes radicais da 1984 network liberty alliance estão mais concentrados nos pontos de liberdade de expressão, Vigilância e privacidade numa era de crescente vigilância tecnológica e uso em ampla escala por governantes e corporações.
As atividades dos hacktivistas geram muitas controvérsias e quase sempre são consideradas como crimes cibernéticos, levando certas pessoas à chamá-los erroneamente de cibercriminosos, estereótipo que não agrada os hacker-ativistas, segundo a pesquisadora italiana Stefania Milan, Ph.D. em Política e Ciências Sociais. Atos como roubo e exposição de informações pessoais de indivíduos ou empresas, com certeza, são atos passíveis de discussão; contudo, há atos que são, indubitavelmente, inofensivos, do ponto de vista que não causam danos permanentes nem expõem informações confidenciais. Um exemplo clássico seriam os ataques de negação de serviço(DoS): um certo domínio é sobrecarregado de requisições durante um certo período de tempo impossibilitando o domínio de prover serviços, tornado-o praticamente inacessível pela duração do ataque. Após o fim do ataque, o domínio voltará a funcionar normalmente sem danos nem roubo de dados.
Uma analogia interessante é feita por Richard Stallman com relação a DoS e protestos do mundo real: ele diz que o equivalente a um DoS, no mundo real, seria um grande grupo de pessoas em frente a um prédio, dificultando a entrada e saída de pessoas desse prédio, sendo então inconvenientes e causando uma situação embaraçosa para as pessoas daquele prédio.
O hacktivismo pode ser visto como uma forma especializada de Ciberativismo: no último, qualquer pessoa que tenha acesso a uma rede social, fóruns e etc pode exercer o ato de ciberativismo, enquanto que no primeiro, é necessário ter um conhecimento técnico considerável da área de Tecnologia da informação.

## Anonymous e o Ganho de Popularidade
O termo "Anonymous" não diz respeito a um grupo ou a um conjunto unificado e formal de indivíduos. Trata-se de uma ideia e uma forma de ação compartilhadas por uma ampla, difusa e heterogênea rede de grupos e indivíduos atuando em todo o mundo. Não possuem, dessa forma, donos, liderança central ou centro geográfico.
O hacktivismo já existe desde meados dos anos 90, contudo só tomou forma mais definida na segunda metade dos anos 90, popularizando-se com o surgimento do grupo Anonymous em 2003, por meio do imageboard 4chan. O foco principal do Anonymous é o Ciberativismo: eles também tem práticas hacktivistas, mas em menor escala.
Quando o Anonymous surgiu, o grupo não possuía nenhuma pretensão política ou social: era praticar cyberataques (sejam eles prejudiciais ou não), apenas por "diversão". Até que um dia um vídeo confidencial da Igreja Cientológica vazou na internet; no vídeo, Tom Cruise fala sobre sua opinião em relação à Cientologia e como mudou sua visão de mundo. O vídeo ganhou muita atenção na internet e a Igreja Cientológica exigia que o vídeo fosse removido de quaisquer sites; essa atitude da Igreja Cientológica fez com que o grupo Anonymous discutisse sobre os ideais dessa instituição, fazendo com que o Anonymous, do dia para noite, passasse a ter um perfil mais social, definindo então o grupo como hacktivista e ciberativista.
É importante notar que, mesmo após incluir esse aspecto social, o grupo Anonymous não deixou seu lado "brincalhão" e irreverente, característica marcante em muitos "hackers comuns". Isso não se restringe apenas ao Anonymous: grupos hacktivistas não abandonam completamente seu lado "brincalhão"; justamente, por ser uma característica muito presente nessa classe de indivíduos.

## Controvérsia
Hacktivismo é um termo controverso. Alguns argumentam que este termo foi cunhado para descrever como a ação eletrônica direta pode trabalhar para mudança social através da combinação de habilidades de programação de computadores aliado ao pensamento crítico. Outros usam isso praticamente como sinônimo de malicioso, atos destrutivos que comprometem a segurança dos computadores na Internet.
Muitos países veem ataques (ou ações "ofensivas") na internet como algo extremamente ameaçador, principalmente países ocidentais, em que sua expertise e recursos na área de Segurança da Informação é incipiente se comparado à maioria dos países orientais, tais como China e Rússia. O problema é que o receio de sofrer ataques cibernéticos e a preocupação em manter dados sigilosos protegidos, leva alguns países a adotar medidas extremas para combater os autores de tais ataques o que gera o problema da Ciberguerra. Richard Stallman diz que: certos tipos de ataques são válidos, em outras palavras, legais, e que deveriam ser considerados naturais para países democráticos pois fazem parte da democracia. Um exemplo disso seria o DoS; "quando nos movemos do mundo real para o virtual devemos manter a liberdade equivalente", diz Richard Stallman.

## Eficiência e Eficácia
A eficiência do hacktivismo, do ponto de vista do que se propõe a fazer, é indiscutível: qualquer um com conhecimento técnico suficiente na área de Tecnologia da Informação ou, mais especificamente, Segurança da informação, que tenha acesso a um computador conectado à internet pode exercer o hackeartivismo. Além disso, enquanto formas usuais de ativismo (no mundo físico) exigem uma grande massa de indivíduos para ganhar força, no hackeartivismo (que se dá no mundo virtual) um indivíduo ou um pequeno grupo de pessoas são capazes de exercer grande pressão. Apesar das leis estarem se tornando mais severas em relação à crimes virtuais, as punições ainda são menos severas se comparadas à atividades similares no mundo real. Além disso, o ambiente virtual provê anonimidade, o que é algo importante na atividade de Ativismo.
Quanto à eficácia, o hacktivismo se mostrou discutível: muitos casos envolvem a necessidade de ponderar e efeitos negativos e positivos de uma ação. Um exemplo disso é caso do Bay Area Rapid Transit, em São Francisco na Califórnia, de autoria do grupo Anonymous:
```
Traduzido:
O grupo amórfico conhecido como Anonymous, ganhou o Domingo em sua ameaça de atacar o ''Bay Area Rapid Transit'' (BART), invadindo o website de uma agência e liberando informações pessoais dos clientes em retaliação à decisão de BART de cortar o serviço de telefone celular para prevenir um protesto antipolicial em São Francisco.

O ataque hacker fez com que BART se esforçasse para proteger seus websites, e enfureceu alguns passageiros cuja informação foi vazada. Acabou que os hackers também combinaram um protestos às 5 da tarde hoje na Estação Central Cívica de BART, onde um policial disparou fatalmente em um homem que estava segurando uma faca em 3 de Julho.

- Casey Newton, San Francisco Chronicle, Agosto 14, 2011

```

```
Original:
The amorphous hacker group knows as Anonymous made good Sunday on its threat to strike ''Bay Area Rapid Transit''(BART), breaching an agency website and realeasing customers's personal information in retaliation for BART's decision to cut celular phone service to prevent an antipolice protest in San Francisco.

The hack attack sent BART scrambling to protect its websites, and it infuriates some riders whose information was leaked. It came as the hackers also called for a 5 p.m. protest today at BART's Civic Center Station, where a police officer fatally shot a knife-wielding man on July 3.

- Casey Newton, San Francisco Chronicle, August 14, 2011

```

O caso citado é realmente controverso, mas um argumento que justificaria esse tipo de atitude seria a busca por visibilidade. Atraindo a atenção da mídia gera um interesse da população pelas causas por trás dessa atitude extrema de exposição de dados sigilosos. A grande polêmica é: até que ponto se pode chegar na busca por visibilidade?
É nesse momento que entra a Ética hacker, que veio como uma tentativa da comunidade hacker de "encontrar um compromisso", ou seja, definir fronteiras, impor limites. Seria, basicamente definir diretrizes para responder à pergunta: "É válido tomar certa ação para atingir certo objetivo?".
Há quem diga que os benefícios trazidos pelo hacktivismo são maiores que os malefícios, mas, como dito, isso é discutível; do ponto de vista governamental, o hacktivismo é um crime e deve ser eliminado.

## Resultados
Se o hacktivismo cumpre ou não o que se propõe, isso ainda é discutível. Mas é inegável sua contribuição para o Ativismo, de um modo geral, e também na melhoria da segurança dos Sistemas de Informação. O Ativismo nunca havia experimentado tamanha força: corporações e governos agora prezam pela sua integridade moral, não só escondendo seus "dados podres", mas sim evitando criar "dados podres": uma vez que eles existam, eles podem ser roubados; nenhum sistema de informação é 100% seguro. O hacktivismo também foi um motor (ou até mesmo um predecessor) do notável Ciberativismo que disseminou massivamente o exercício Ativismo. Outro benefício trazido pelo hacktivismo foi a visibilidade, principalmente na mídia. Isso traz à tona assuntos "esquecidos" ou ocultos da sociedade, chamando atenção da população para que ela reaja de alguma maneira.
Joseph Menn diz que o hacktivismo é mais efetivo quando se combina o conhecimento técnico em TI com os ideais ativistas de antigamente. Já Gabriella Coleman diz que o hacktivismo é mais efetivo quando existe uma causa política diversificada como diferentes tipos de grupos políticos e atores envolvidos que vão desde pessoas dispostas a infringir a lei à pessoas que querem ficar junto à lei. As opiniões são variadas mas uma coisa é certa: o hacktivismo chegou para ficar e não irá sumir do dia para noite.